# Templo de Quirino

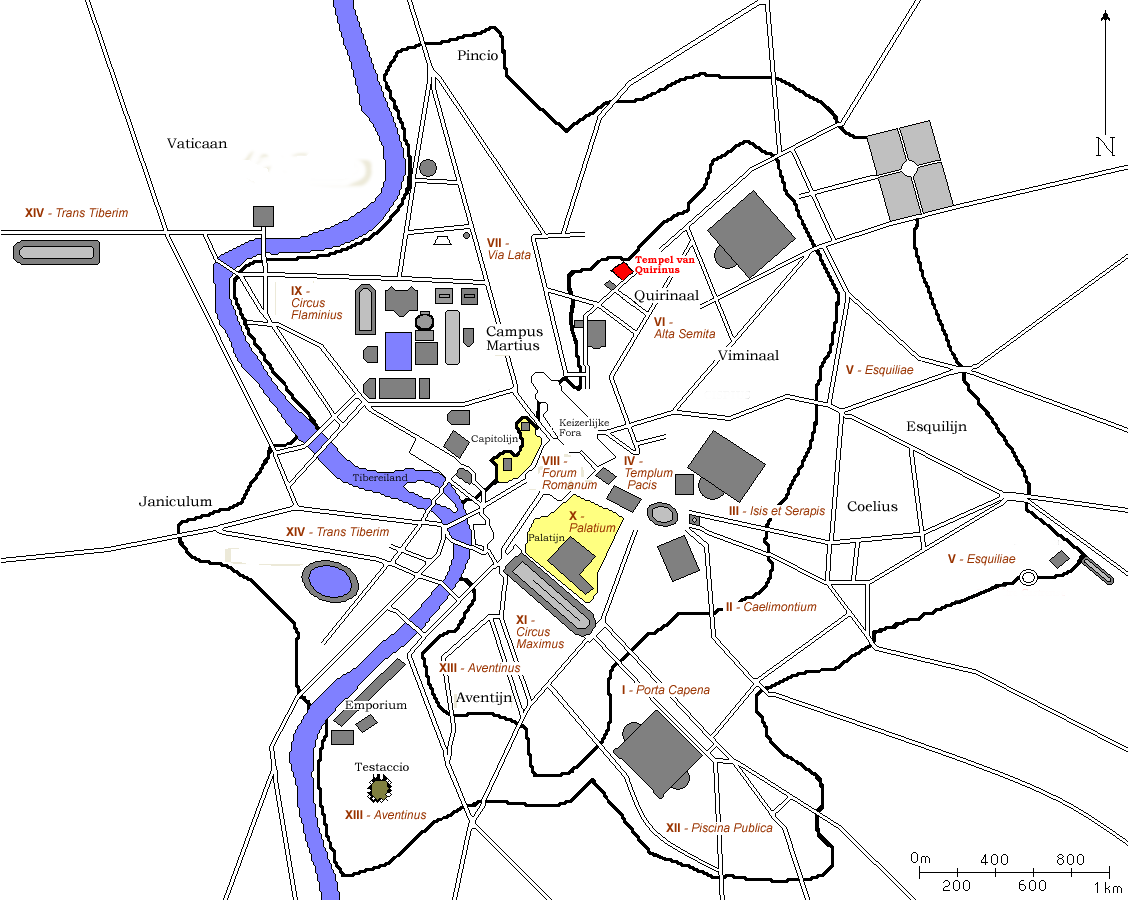
Plano de Roma - Aedes Quirinud

El Templo de Quirino (latín: Aedes Quirinus o Templum Quirinus) fue un antiguo templo romano construido en la mitad occidental de la colina del Quirinal, cerca del Capitolium Vetus, en un sitio qué ahora equipara al cruce entre Via del Quirinale y Via delle Quattro Fontane, junto a la Piazza Barberini. Domiciano más tarde construyó el Templo de los gens Flavia cerca.
Según autores antiguos, el Templo de Quirino fue construido y dedicado a Quirino (la forma deificada de Rómulo) por el cónsul Lucius Papirius Cursor en 293 a. C.
Si todavía estuviera en uso en los siglos IV y V,  se habría cerrado durante la persecución de los paganos en el Imperio Romano. 
El trabajo de campo realizado por Andrea Carandini empleaba un georradar en la colina del Quirinal, revelando posibles restos del templo.

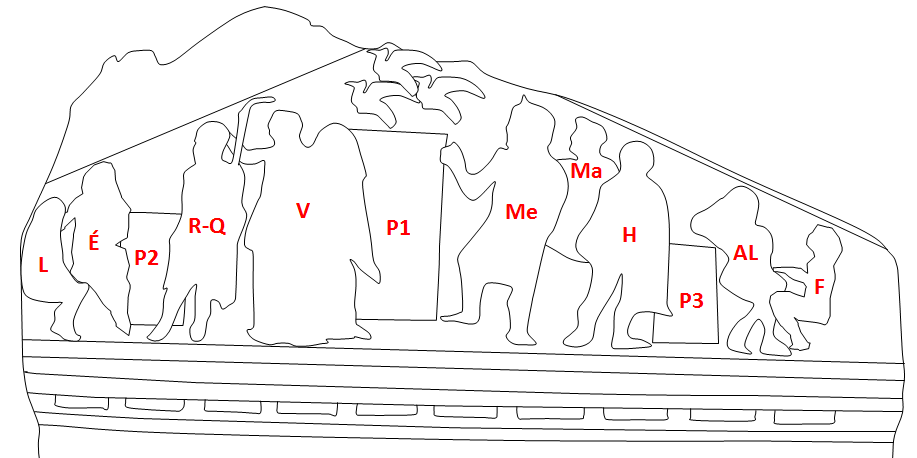
Esquema del frontón del Templo de Quirino mostrado en un fragmento del Alivio de Hartwig.